# Lieux de beauté pittoresques d'Ihatov

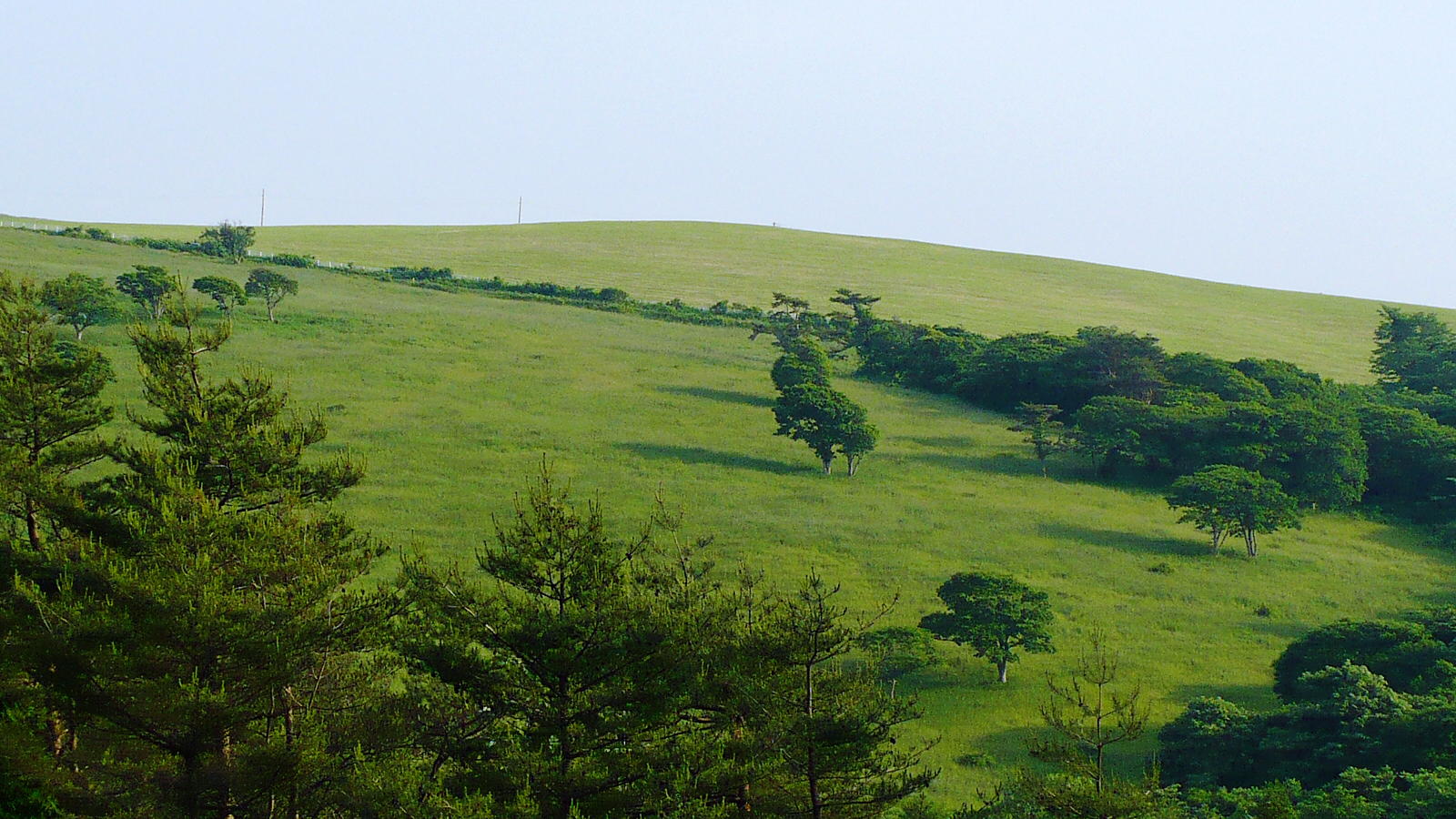
Plaines de Taneyama.

Les lieux de beauté pittoresques d'Ihatov (イーハトーブの風景地, Īhatōbu no fūkeichi) désignent un ensemble de sites d'intérêts de la préfecture d'Iwate au Japon. Ihatov, dérivé d'Iwate, est un toponyme créé par l'écrivain Kenji Miyazawa. En 2005, ces sites couvrant les municipalités de Hanamaki (lieu de naissance de Miyazawa), d'Ōshū, de Shizukuishi, de Sumita et de Takizawa, sont désignés lieu de beauté pittoresque de rang national. Les sites comprennent le mont Kurakake (鞍掛山), la forêt Nanatsu (七つ森), la forêt Oi (狼森), les chutes de Tamabuchi (釜淵の滝), la côte d'Angleterre (イギリス海岸), le col de Gorin (五輪峠) et les plaines de Taneyama (種山ヶ原).